# Portal Point
Der Portal Point (englisch, in Argentinien Punta Portal) ist eine schmale Landspitze an der Danco-Küste des westantarktischen Grahamlands. Er liegt am nordöstlichen Ende der Reclus-Halbinsel.
Der Falkland Islands Dependencies Survey errichtete hier 1956 eine Schutzhütte, die als Ausgangspunkt für eine Route auf das Inlandsplateau diente. Das UK Antarctic Place-Names Committee benannte die Landspitze 1960 so, da sie gewissermann das Eingangsportal dieser Route darstellt.